# Mons-en-Barœul
Mons-en-Baroeul – miejscowość i gmina we Francji, w regionie Hauts-de-France, w departamencie Nord.
Według danych na rok 1990 gminę zamieszkiwało 23 578 osób, a gęstość zaludnienia wynosiła 8187 osób/km² (wśród 1549 gmin regionu Nord-Pas-de-Calais Mons-en-Baroeul plasuje się na 26. miejscu pod względem liczby ludności, natomiast pod względem powierzchni na miejscu 850.).